# FK Luch Minsk
Maillots
Le Futbolny Klub Luch Minsk, plus couramment abrégé en FK Luch Minsk (en russe : ФК Луч Минск), ou FK Pramen Minsk (en biélorusse : ФК Прамень Мінск), est un ancien club biélorusse de football fondé en 2012 et disparu en 2019, et basé à Minsk, la capitale du pays.

## Histoire
Fondé en 2012 sous le nom ALF-2007, le club constitue à l'origine un rassemblement des meilleurs joueurs du championnat amateur de Minsk, fondé en 2007, que la direction du championnat, indépendante de la fédération biélorusse, a décidé d'inscrire à la troisième division biélorusse pour la saison 2013. La première saison du club se conclut sur une avant-dernière place en championnat.
En 2014, le club signe un partenariat avec la société de montres biélorusse Luch dont il reprend le nom et le logo. Dans le même temps, il atteint la quatrième place du groupe A de la troisième division et se qualifie pour la phase finale, dont il finit avant-dernier.
Le club prend notamment part à la Coupe des régions de l'UEFA en 2015, finissant dernier de son groupe avec trois défaites en trois matchs. Il termine dans le même temps deuxième du groupe B en championnat et remporte la phase finale pour obtenir sa première promotion en deuxième division.
Après une quatrième place en 2016, le Luch remporte la deuxième division en 2017, malgré une pénalité de dix points en début de saison, et est promu en première division pour la première fois de son histoire à l'occasion de la saison 2018. Le club adopte par ailleurs un nouveau logo à cette occasion. Pour ses débuts dans l'élite, le club parvient à se maintenir en accrochant la treizième place avec vingt-quatre points en trente matchs. Durant l'intersaison, il fusionne cependant avec le Dnepr Mahiliow, et prend l'identité de ce dernier sous le nom Dniapro, étant dans la foulée relocalisé à Mahiliow. Ce nouveau club est dissous dès la fin de la saison 2019 après avoir été relégué de la première division.

## Bilan par saison
| Saison | Championnat  | Championnat | Championnat | Championnat | Championnat | Championnat | Championnat | Championnat | Championnat | Championnat | Coupe de Biélorussie |
| Saison | Division     | Pos         | Pts         | J           | V           | N           | D           | BP          | BC          | Diff        | Coupe de Biélorussie |
| ------ | ------------ | ----------- | ----------- | ----------- | ----------- | ----------- | ----------- | ----------- | ----------- | ----------- | -------------------- |
| 2013   | 3e           | 12e         | 20          | 24          | 4           | 8           | 12          | 24          | 41          | -17         | N/A                  |
| 2014   | 3e groupe A  | 4e          | 35          | 22          | 10          | 5           | 7           | 36          | 24          | +12         | Deuxième tour        |
| 2014   | Phase finale | 7e          | 9           | 14          | 3           | 0           | 11          | 10          | 28          | -18         | Deuxième tour        |
| 2015   | 3e groupe B  | 2e          | 38          | 18          | 12          | 2           | 4           | 53          | 17          | +36         | Premier tour         |
| 2015   | Phase finale | 1er         | 28          | 14          | 9           | 1           | 4           | 26          | 14          | +12         | Premier tour         |
| 2016   | 2e           | 4e          | 41          | 26          | 12          | 6           | 8           | 38          | 28          | +10         | Deuxième tour        |
| 2017   | 2e           | 1er         | 63-10       | 30          | 22          | 7           | 1           | 73          | 22          | +51         | Deuxième tour        |
| 2018   | 1re          | 13e         | 24          | 30          | 4           | 12          | 14          | 24          | 44          | -20         | Seizièmes de finale  |
| 2018   | 1re          | 13e         | 24          | 30          | 4           | 12          | 14          | 24          | 44          | -20         | Seizièmes de finale  |

Légende
- Promotion en division supérieure
- Relégation en division inférieure

## Identité visuelle

2016-2017
2018-2019